# Championnat du monde de Formule 1 1964
Navigation
1963 1965
Le championnat  du monde de Formule 1 1964 a été remporté par le Britannique John Surtees sur une Ferrari. Ferrari remporte le championnat du monde des constructeurs.

## Règlement sportif
- Seuls les six meilleurs résultats sont retenus.
- L'attribution des points s'effectue selon le barème 9, 6, 4, 3, 2, 1.

## Règlement technique
- Moteurs atmosphériques de 1 500 cm³
- Moteurs suralimentés interdits

## Principaux engagés
Après avoir dominé la saison 1963, Jim Clark apparaît comme le grand favori de la saison sur sa Lotus. À ses côtés, le décevant Trevor Taylor a été remplacé par son compatriote Peter Arundell.
La concurrence n'est pas restée inactive durant l'inter-saison ainsi, BRM, Ferrari et Cooper ont repris à leur compte le principe de la monocoque initié par la Lotus 25 en 1962.
Si BRM conserve son duo Graham Hill - Richie Ginther, Cooper, après la mort durant l'hiver du jeune espoir américain Tim Mayer recruté pour remplacer Tony Maggs, s'est tourné vers l'ancien champion du monde Phil Hill revenu du fiasco ATS. Hill fera équipe avec Bruce McLaren fidèle à l'équipe de ses débuts, même s'il a monté en parallèle sa propre structure. Quant à la Scuderia Ferrari qui a terminé la saison précédente en trombe, elle continue de faire confiance à John Surtees et à Lorenzo Bandini intégré dans l'équipe italienne fin 1963 et, côté technique, à l'ingénieur Mauro Forghieri.
Parmi les cinq équipes officielles, seule Brabham conserve le principe du châssis tubulaire. Jack Brabham et Dan Gurney en restent les pilotes.
À noter enfin l'arrivée programmée en cours de saison de Honda qui constituera une grande première dans l'histoire du championnat du monde.
Liste complète des écuries et pilotes ayant couru dans le championnat 1964 de Formule 1 organisé par la FIA.
| Écurie                                                | Constructeur       | Châssis      | Moteur                                                         | Pneus | Pilotes                 | Courses      |
| ----------------------------------------------------- | ------------------ | ------------ | -------------------------------------------------------------- | ----- | ----------------------- | ------------ |
| Peter Revson                                          | Lotus              | 24           | BRM P56 1.5 V8                                                 | D     | Peter Revson            | 1, 6, 8      |
| Bernard Collomb                                       | Lotus              | 24           | Climax FWMV 1.5 V8                                             | D     | Bernard Collomb         | 1            |
| Maurice Trintignant                                   | BRM                | P57          | BRM P56 1.5 V8                                                 | D     | Maurice Trintignant     | 1, 4-6, 8    |
| Brabham Racing Organisation                           | Brabham            | BT7 BT11     | Climax FWMV 1.5 V8                                             | D     | Jack Brabham            | Toutes       |
| Brabham Racing Organisation                           | Brabham            | BT7 BT11     | Climax FWMV 1.5 V8                                             | D     | Dan Gurney              | Toutes       |
| Owen Racing Organisation                              | BRM                | P261 P67     | BRM P60 1.5 V8                                                 | D     | Richie Ginther          | Toutes       |
| Owen Racing Organisation                              | BRM                | P261 P67     | BRM P60 1.5 V8                                                 | D     | Graham Hill             | Toutes       |
| Owen Racing Organisation                              | BRM                | P261 P67     | BRM P60 1.5 V8                                                 | D     | Dickie Attwood          | 5            |
| Cooper Car Company                                    | Cooper             | T73 T66      | Climax FWMV 1.5 V8                                             | D     | Phil Hill               | 1-7, 9-10    |
| Cooper Car Company                                    | Cooper             | T73 T66      | Climax FWMV 1.5 V8                                             | D     | Bruce McLaren           | Toutes       |
| Cooper Car Company                                    | Cooper             | T73 T66      | Climax FWMV 1.5 V8                                             | D     | John Love               | 8            |
| Team Lotus                                            | Lotus              | 25 33        | Climax FWMV 1.5 V8                                             | D     | Peter Arundell          | 1-4          |
| Team Lotus                                            | Lotus              | 25 33        | Climax FWMV 1.5 V8                                             | D     | Jim Clark               | Toutes       |
| Team Lotus                                            | Lotus              | 25 33        | Climax FWMV 1.5 V8                                             | D     | Mike Spence             | 5-10         |
| Team Lotus                                            | Lotus              | 25 33        | Climax FWMV 1.5 V8                                             | D     | Gerhard Mitter          | 6            |
| Team Lotus                                            | Lotus              | 25 33        | Climax FWMV 1.5 V8                                             | D     | Walt Hansgen            | 9            |
| Team Lotus                                            | Lotus              | 25 33        | Climax FWMV 1.5 V8                                             | D     | Moisés Solana           | 10           |
| British Racing Partnership                            | Lotus BRP          | 24 Mk 1      | BRM P56 1.5 V8                                                 | D     | Innes Ireland           | 1, 3-5, 7-10 |
| British Racing Partnership                            | Lotus BRP          | 24 Mk 1      | BRM P56 1.5 V8                                                 | D     | Trevor Taylor           | 1, 3-5, 7-10 |
| DW Racing Enterprises                                 | Brabham            | BT11         | Climax FWMV 1.5 V8                                             | D     | Bob Anderson            | 1-8          |
| Reg Parnell Racing                                    | Lotus              | 25 24        | BRM P56 1.5 V8                                                 | D     | Chris Amon              | 1-7, 9-10    |
| Reg Parnell Racing                                    | Lotus              | 25 24        | BRM P56 1.5 V8                                                 | D     | Mike Hailwood           | 1-2, 4-10    |
| Reg Parnell Racing                                    | Lotus              | 25 24        | BRM P56 1.5 V8                                                 | D     | Peter Revson            | 3-5          |
| Rob Walker Racing Team                                | Cooper Brabham     | T66 BT11 BT7 | Climax FWMV 1.5 V8 BRM P56 1.5 V8                              | D     | Joakim Bonnier          | 1-3, 5-10    |
| Rob Walker Racing Team                                | Cooper Brabham     | T66 BT11 BT7 | Climax FWMV 1.5 V8 BRM P56 1.5 V8                              | D     | Edgar Barth             | 6            |
| Rob Walker Racing Team                                | Cooper Brabham     | T66 BT11 BT7 | Climax FWMV 1.5 V8 BRM P56 1.5 V8                              | D     | Jochen Rindt            | 7            |
| Rob Walker Racing Team                                | Cooper Brabham     | T66 BT11 BT7 | Climax FWMV 1.5 V8 BRM P56 1.5 V8                              | D     | Giacomo « Geki » Russo  | 8            |
| Rob Walker Racing Team                                | Cooper Brabham     | T66 BT11 BT7 | Climax FWMV 1.5 V8 BRM P56 1.5 V8                              | D     | Joseph Siffert          | 9-10         |
| Rob Walker Racing Team                                | Cooper Brabham     | T66 BT11 BT7 | Climax FWMV 1.5 V8 BRM P56 1.5 V8                              | D     | Hap Sharp               | 9-10         |
| Scuderia Ferrari SpA SEFAC North American Racing Team | Ferrari            | 156 158 1512 | Ferrari 178 1.5 V6 Ferrari 205B 1.5 V8 Ferrari 207 1.5 Flat-12 | D     | Lorenzo Bandini         | Toutes       |
| Scuderia Ferrari SpA SEFAC North American Racing Team | Ferrari            | 156 158 1512 | Ferrari 178 1.5 V6 Ferrari 205B 1.5 V8 Ferrari 207 1.5 Flat-12 | D     | John Surtees            | Toutes       |
| Scuderia Ferrari SpA SEFAC North American Racing Team | Ferrari            | 156 158 1512 | Ferrari 178 1.5 V6 Ferrari 205B 1.5 V8 Ferrari 207 1.5 Flat-12 | D     | Ludovico Scarfiotti     | 8            |
| Scuderia Ferrari SpA SEFAC North American Racing Team | Ferrari            | 156 158 1512 | Ferrari 178 1.5 V6 Ferrari 205B 1.5 V8 Ferrari 207 1.5 Flat-12 | D     | Pedro Rodríguez         | 10           |
| Siffert Racing Team                                   | Lotus Brabham      | 24 BT11      | BRM P56 1.5 V8                                                 | D     | Joseph Siffert          | 1-8          |
| Écurie Maarsbergen                                    | Porsche            | 718          | Porsche 547/3 1.5 F4                                           | D     | Carel Godin de Beaufort | 2, 6         |
| Scuderia Centro Sud (en)                              | BRM                | P57          | BRM P56 1.5 V8                                                 | D     | Giancarlo Baghetti      | 2-3, 5-8     |
| Scuderia Centro Sud (en)                              | BRM                | P57          | BRM P56 1.5 V8                                                 | D     | Tony Maggs              | 2-3, 5-7     |
| Équipe Scirocco Belge                                 | Scirocco           | SP           | Climax FWMV 1.5 V8                                             | D     | André Pilette           | 3, 6         |
| Bob Gerard Racing                                     | Cooper             | T73          | Ford 109E 1.5 L4                                               | D     | John Taylor             | 5            |
| Ian Raby Racing                                       | Brabham            | BT3          | BRM P56 1.5 V8                                                 | D     | Ian Raby                | 5, 8         |
| John Willment Automobiles                             | Brabham            | BT10         | Ford 109E 1.5 L4                                               | D     | Frank Gardner           | 5            |
| Honda R&D Company                                     | Honda              | RA271        | Honda RA271E 1.5 V12                                           | D     | Ronnie Bucknum          | 6, 8-9       |
| Derrington-Francis Racing Team                        | Derrington-Francis | DF           | ATS 100 1.5 V8                                                 | G     | Mario de Araujo Cabral  | 8            |
| Fabre Urbain                                          | Cooper             | T60          | Climax FWMV 1.5 V8                                             | D     | Jean-Claude Rudaz       | 8            |

## Résumé du championnat du monde 1964
Monaco ne réussit pas à Clark : dominateur dans les rues de la Principauté, le champion du monde écossais doit observer un arrêt aux stands à cause de sa barre antiroulis qui se détachait avant d'abandonner sur fuite d'huile en vue de l'arrivée. Il se classe quatrième, Graham Hill s'imposant devant son coéquipier Richie Ginther. 
Jim Clark prend sa revanche à Zandvoort et revient ainsi à hauteur de son rival Graham Hill au championnat. Avec deux podiums en deux courses, le second pilote Lotus Peter Arundell pointe à la troisième place du classement général.
Souvent malchanceux et victime de la fragilité de sa Lotus, Clark s'impose en Belgique au terme d'un scénario renversant. Ralenti par une surchauffe moteur, il ne pointe en effet qu'à la quatrième place du Grand Prix à deux tours de l'arrivée. Le leader Dan Gurney tombe alors en panne d'essence dans son avant-dernier tour, Graham Hill lui succède en tête mais connaît la même mésaventure dans le tout dernier tour. La victoire tombe sur un plateau pour Bruce McLaren mais le néo-zélandais tombe en panne de batterie en vue du drapeau à damiers : McLaren pense pouvoir se traîner en roue libre jusqu'à l'arrivée mais il se fait déborder par Clark sur la ligne.
En France, Dan Gurney remporte sa deuxième victoire en championnat du monde après avoir profité d'une casse mécanique de Clark en tête. L'américain offre ainsi à Brabham sa première victoire en championnat du monde. Deuxième, Graham Hill se repositionne au championnat un point derrière Clark. 
Changement de pilote chez Lotus pour le Grand Prix d'Angleterre. Gravement blessé dans une course de Formule 2 à Reims, le prometteur Peter Arundell cède son volant à Mike Spence. À l'issue d'une bagarre acharnée avec Graham Hill, Jim Clark décroche sa troisième victoire de la saison. 
Le Grand Prix d'Allemagne est marqué par l'arrivée de Honda. Pilotée par le modeste pilote américain Ronnie Bucknum, la nouvelle monoplace montre des progrès constants tout au long du week-end mais loin des meilleurs. Les observateurs guettent un nouvel épisode du duel Clark-Hill mais John Surtees se rappelle au bon souvenir de tous en décrochant son deuxième succès en deux ans sur le toboggan du Nürburgring. Le week-end est endeuillé par l'accident mortel du gentleman driver néerlandais Carel Godin de Beaufort sur sa Porsche privée. Deuxième, Hill profite de l'abandon de Clark pour lui ravir la tête du championnat.
En Autriche, sur un circuit aménagé sur l'aéroport militaire de Zeltweg, la Scuderia Ferrari confirme son soudain réveil. Pour décrocher sa première victoire, Lorenzo Bandini doit néanmoins compter sur les multiples abandons (dont ceux de Clark, Hill et Surtees) engendrés par la piste très cassante. 
Nouveau score vierge des deux leaders du championnat en Italie. La deuxième victoire de Surtees (la troisième consécutive de Ferrari), relance totalement le championnat car Surtees revient à deux points de Clark et à quatre de Hill. Fragile leader du championnat, Hill aborde les deux dernières épreuves du championnat dans une position d'autant plus inconfortable qu'il est déjà rentré à six reprises dans les points et va devoir commencer à décompter ses plus mauvais résultats.
Pour l'avant-dernière épreuve du championnat, à Watkins Glen, la Scuderia Ferrari est absente. Enzo Ferrari souhaite ainsi marquer sa colère devant le refus de la CSI d'homologuer en catégorie GT la Ferrari 250 LM. Ce forfait n'est que symbolique puisque les Ferrari sont bel et bien présentes aux États-Unis, mais engagées sous la bannière du NART de Luigi Chinetti, l'importateur Ferrari en Amérique du Nord (d'où les curieuses couleurs bleu et blanche arborées par les voitures de Surtees et Bandini). La course est remportée par Hill devant Surtees, tandis que Clark, dont la série noire se poursuit, est contraint à un quatrième abandon consécutif alors qu'il menait la course. Au championnat, obligé de décompter les points de sa cinquième place de Spa, Hill ne reprend qu'un seul point à Surtees et ne compte donc que 5 longueurs d'avance sur l'ancien motard au moment d'aborder l'ultime manche de l'année au Mexique.
À 35 tours de l'arrivée du Grand Prix du Mexique, Clark est en tête devant Gurney tandis que Hill est troisième devant Bandini et Surtees cinquième. Pour Hill, même s'il va devoir retrancher les points de sa quatrième place de Zandvoort, cette position est synonyme de titre mondial. Mais il est percuté par Lorenzo Bandini et est obligé d'observer un long arrêt au stand. Hill repart loin des points et Jim Clark devient virtuel champion du monde puisqu'à ce stade de la course il reprend 6 points à Surtees et 9 points à Hill avec le bénéfice d'un plus grand nombre de victoires. À deux tours de l'arrivée, Clark vole vers son deuxième titre mondial consécutif lorsqu'une fuite d'huile met fin à ses efforts. Gurney prend la tête de la course devant Bandini et Surtees ce qui signifie que Graham Hill devient champion du monde pour un tout petit point. Mais, laissant volontairement passer Surtees en vue de l'arrivée, Bandini offre à son coéquipier deux points, suffisants pour qu'il coiffe la couronne mondiale.

## Grands Prix de la saison 1964
| no  | Date        | Grand Prix                    | Lieu              | Vainqueur       | Écurie         | Pole position | Record du tour | Résumé |
| --- | ----------- | ----------------------------- | ----------------- | --------------- | -------------- | ------------- | -------------- | ------ |
| 122 | 10 mai      | Grand Prix de Monaco          | Monaco            | Graham Hill     | BRM            | Jim Clark     | Graham Hill    | Résumé |
| 123 | 23 mai      | Grand Prix des Pays-Bas       | Zandvoort         | Jim Clark       | Lotus-Climax   | Dan Gurney    | Jim Clark      | Résumé |
| 124 | 14 juin     | Grand Prix de Belgique        | Spa-Francorchamps | Jim Clark       | Lotus-Climax   | Dan Gurney    | Dan Gurney     | Résumé |
| 125 | 28 juin     | Grand Prix de France          | Rouen             | Dan Gurney      | Brabham-Climax | Jim Clark     | Jack Brabham   | Résumé |
| 126 | 11 juillet  | Grand Prix de Grande-Bretagne | Brands Hatch      | Jim Clark       | Lotus-Climax   | Jim Clark     | Jim Clark      | Résumé |
| 127 | 2 août      | Grand Prix d'Allemagne        | Nürburgring       | John Surtees    | Ferrari        | John Surtees  | John Surtees   | Résumé |
| 128 | 23 août     | Grand Prix d'Autriche         | Zeltweg           | Lorenzo Bandini | Ferrari        | Graham Hill   | Dan Gurney     | Résumé |
| 129 | 6 septembre | Grand Prix d'Italie           | Monza             | John Surtees    | Ferrari        | John Surtees  | John Surtees   | Résumé |
| 130 | 4 octobre   | Grand Prix des États-Unis     | Watkins Glen      | Graham Hill     | BRM            | Jim Clark     | Jim Clark      | Résumé |
| 131 | 25 octobre  | Grand Prix du Mexique         | Mexico            | Dan Gurney      | Brabham-Climax | Jim Clark     | Jim Clark      | Résumé |

## Classement des pilotes
| Classement | Pilote              | Pays             | Voiture                         | Nombre de points |
| ---------- | ------------------- | ---------------- | ------------------------------- | ---------------- |
| 1er        | John Surtees        | Royaume-Uni      | Ferrari                         | 40               |
| 2e         | Graham Hill         | Royaume-Uni      | BRM                             | 39 (41)          |
| 3e         | Jim Clark           | Royaume-Uni      | Lotus-Climax                    | 32               |
| 4e         | Lorenzo Bandini     | Italie           | Ferrari                         | 23               |
| 5e         | Richie Ginther      | États-Unis       | BRM                             | 23               |
| 6e         | Dan Gurney          | États-Unis       | Brabham-Climax                  | 19               |
| 7e         | Bruce McLaren       | Nouvelle-Zélande | Cooper-Climax                   | 13               |
| 8e         | Jack Brabham        | Australie        | Brabham-Climax                  | 11               |
| 9e         | Peter Arundell      | Royaume-Uni      | Lotus-Climax                    | 11               |
| 10e        | Joseph Siffert      | Suisse           | Brabham-BRM                     | 7                |
| 11e        | Bob Anderson        | Royaume-Uni      | Brabham-Climax                  | 5                |
| 12e        | Mike Spence         | Royaume-Uni      | Lotus-Climax                    | 4                |
| 13e        | Tony Maggs          | Afrique du Sud   | BRM                             | 4                |
| 14e        | Innes Ireland       | Royaume-Uni      | BRP-BRM                         | 4                |
| 15e        | Joakim Bonnier      | Suède            | Cooper-Climax et Brabham-Climax | 3                |
| 16e        | Chris Amon          | Nouvelle-Zélande | Lotus-BRM                       | 2                |
| 17e        | Maurice Trintignant | France           | BRM                             | 2                |
| 18e        | Walt Hansgen        | États-Unis       | Lotus-Climax                    | 2                |
| 19e        | Phil Hill           | États-Unis       | Cooper-Climax                   | 1                |
| 20e        | Trevor Taylor       | Royaume-Uni      | BRP-BRM                         | 1                |
| 21e        | Mike Hailwood       | Royaume-Uni      | Lotus-BRM                       | 1                |
| 22e        | Pedro Rodríguez     | Mexique          | Ferrari                         | 1                |

## Classement des constructeurs
| Classement | Pays        | Voiture        | Nombre de points |
| ---------- | ----------- | -------------- | ---------------- |
| 1er        | Italie      | Ferrari        | 45               |
| 2e         | Royaume-Uni | BRM            | 42               |
| 3e         | Royaume-Uni | Lotus-Climax   | 37               |
| 4e         | Australie   | Brabham-Climax | 30               |
| 5e         | Royaume-Uni | Cooper-Climax  | 16               |
| 6e         | Royaume-Uni | Brabham-BRM    | 7                |
| 7e         | Royaume-Uni | BRP-BRM        | 5                |
| 8e         | Royaume-Uni | Lotus-BRM      | 3                |

## Liste des Grands Prix disputés cette saison ne comptant pas pour le championnat du monde de Formule 1
| Nom                             | Circuit      | Date        | Vainqueur     | Constructeur   |
| ------------------------------- | ------------ | ----------- | ------------- | -------------- |
| IIe Daily Mirror Trophy         | Snetterton   | 14 mars     | Innes Ireland | BRP-BRM        |
| Ier News of the World Trophy    | Goodwood     | 30 mars     | Jim Clark     | Lotus-Climax   |
| XIIIe Grand Prix de Syracuse    | Syracuse     | 12 avril    | John Surtees  | Ferrari        |
| IXe Aintree 200                 | Aintree      | 18 avril    | Jack Brabham  | Brabham-Climax |
| XVIe BRDC International Trophy  | Silverstone  | 2 mai       | Jack Brabham  | Brabham-Climax |
| XIVe Solituderennen             | Solitudering | 19 juillet  | Jim Clark     | Lotus-Climax   |
| IIIe Grand Prix de Méditerranée | Pergusa      | 16 août     | Jo Siffert    | Brabham-BRM    |
| Ve Grand Prix de Rhodésie       | Bulawayo     | 29 novembre | Paul Hawkins  | Brabham-Ford   |
| VIIe Grand Prix du Rand         | Kyalami      | 12 décembre | Graham Hill   | Brabham-BRM    |